# József Reményi (Medailleur)
József Reményi (* 23. Januar 1887 in Košice, Österreich-Ungarn; † 25. Dezember 1977 in Budapest, Ungarn) war ein ungarischer Bildhauer und Medailleur.

## Leben und Wirken
József Reményi besuchte von 1902 bis 1905 eine Schule für Industriedesign und arbeitete anschließend im Atelier von Ede Telcs, wo er auch mit dem Wirken von Adolf von Hildebrand vertraut gemacht wurde. 1907 besuchte er Italien; 1909 ging er auf Rat von Hildebrand für drei Monate in das Atelier von Georg Roemer nach München.
Als Bildhauer schuf er unter anderem die Bronzestatue A súlydobó (Kugelstoßer) (1912) und die Frauenakte Női akt, Női akt 1 und Álló női akt.
Besonders bekannt wurde Reményi als Medailleur. Er gestaltete etwa 2000 Gedenk- und Kursmünzen, Medaillen und Plaketten. Eines seiner ersten Werke war die Bronzeplakette Kalotaszeg mit vier Frauen in der Volkstracht der siebenbürgischen Region Kalotaszeg (1908). Weitere Werke waren Aurora (1913, in Silber und in Bronze geprägt), die Eisenplakette Kötözőhely (Verbandplatz, 1916) und Gedenkmedaillen zum 100. Todestag von Ludwig van Beethoven (1927) und zum 150. Geburtstag von Ignaz Semmelweis (1968). 1948 entwarf er eine Serie zum 100. Jahrestag der Ungarischen Revolution 1848/1849 mit einem Porträt von Sándor Petőfi, die in 5-, 10- und 20-Forint-Prägung erschien.
József Reményi lehrte in mehreren Einrichtungen, so 1919 bei Béni Ferenczy, von 1928 bis 1943 an der Schule für Industriedesign und von 1932 bis 1943 an einer Berufsschule. Ab 1943 war er als Nachfolger von Lajos Berán künstlerischer Leiter der Staatlichen Münze. 1948 wurde er pensioniert.
2012 gab die Ungarische Nationalbank anlässlich des 125. Geburtstages von József Reményi eine Sammlermünze im Nennwert von 5000 Forint heraus.